# Genista hispanica
Pour les articles homonymes, voir Genêt d'Espagne.
Espèce
Classification phylogénétique
Genista hispanica, le genêt d'Espagne, est une espèce de plantes à fleurs de la famille des Fabaceae (Légumineuses).
Il est parfois appelé petit genêt d'Espagne pour éviter toute confusion avec Spartium junceum, ou spartier, qui est parfois désigné par ce même nom vernaculaire. C'est un sous-arbrisseau trouvé dans le sud de l'Europe.

## Description
C'est une plante basse (10 à 25 cm de haut), vivace, souvent tapissante, velue et très épineuse, à fleurs jaunes hermaphrodites parfumées. Espèce très proche de Genista tournefortii.

## Répartition
Il pousse surtout dans l'est de l'Espagne et en France méditerranéenne.

## Culture
Le petit genêt d'Espagne apprécie un sol léger, pauvre, et bien drainé. Il a besoin de beaucoup de lumière et tolère bien la sécheresse.

### Propagation
Les graines ont besoin d'une stratification froide. Elles auront alors un bon taux de germination.
Ces plantes se bouturent également assez facilement.

## Utilisations
Souvent utilisé en massifs dans les zones très ensoleillées, ce genêt mettra environ deux ans pour recouvrir une surface d'un mètre de diamètre. Il pourra alors être taillé mais supportera mal d'être déplacé.

### Médecine
- Diurétique. Les fleurs peuvent être utilisées pour traiter l'œdème.

### Unengrais vert
Le genêt a une relation symbiotique avec des bactéries présentes dans le sol et formant des nodosités sur les racines qui permettent de fixer l'azote atmosphérique dans le sol. Cet engrais vert sera ensuite utilisé par le genêt ou par les plantes poussant aux alentours.